# Wilhelm Focke (Ingenieur)
Johannes Friedrich Wilhelm Focke († 25. Januar 1951 in Bad Ems) war ein deutscher Ingenieur, Bergdirektor und Grubenvorstand von mehreren der bedeutendsten bergmännischen Gewerkschaften des sächsischen Erzgebirges.

## Leben und Wirken
Focke stammte aus Chemnitz. Nach dem Schulabschluss besuchte er die Bergakademie Freiberg, wo er den Abschluss als Diplom-Ingenieur erlangte. Seit 1911 gehörte er der Burschenschaft Glückauf Freiberg an. 1926 war er als wissenschaftlicher Assistent am Institut für Bergbau und Aufbereitung der Bergakademie Freiberg tätig und wurde Mitglied der Gesellschaft Deutscher Metallhütten- und Bergleute. Im Schneeberger Kobaltfeld bei Schneeberg und Neustädtel wurde er zunächst als Bergverwalter angestellt, bevor 1928 seine Ernennung zum Bergdirektor erfolgte. Zehn Jahre hatte er die Leitung des Bergbaus im Westerzgebirge inne und erwarb sich große Verdienste um den Bergbau. Er verhalf ihm nach der Weltwirtschaftskrise wieder zum Aufschwung, u. a. war er Vorstand von Vereinigt Feld im Fastenberge in Johanngeorgenstadt und förderte auch den Tourismus in Schneeberg und Neustädtel durch den Ausbau des Bergsees Filzteich zu einem Freibad und in Johanngeorgenstadt durch die Wiederbelebung der Bergparaden. Focke war außerdem Vorsitzender des Revierausschusses des Obergebirgischen Reviers und SA-Sturmführer. 1938 verließ er das Erzgebirge, um im westdeutschen Erzbergbau ein größeres Arbeitsgebiet zu übernehmen.